# Болоновка
Боло́новка (бел. Балонаўка) — деревня в составе Черноборского сельсовета Быховского района Могилёвской области Республики Беларусь.
Центр Болоновского лесничества. В деревне контора лесничества, база отдыха, ранее — клуб (закрыт в 2000 году, разрушен в 2009-м).

## Географическое положение
Находится на берегу реки Болоновка, недалеко от её впадения в реку Друть (Чигиринское водохранилище).

## Население
- 1834 год — около 40 жителей, 4 дома
- 1842 год — 37 жителей, 4 двора
- 1909 год — 75 жителей, 12 дворов
- 1919 год — 121 житель, 20 дворов
- 2010 год — 53 жителя

## История
Впервые Болоновка упоминается в 1729 году как застенок вокруг водяной мельницы. По преданию, ксендзы Быховского монастыря каноников регулярных, владевшие фольварком Лубянка, в состав которого входили болоновские земли, основали мельницу и пригласили мастера Карпа Стрижевского. По другой версии, первый Стрижевский был сиротой, который воспитывался в упомянутом монастыре. Когда он вырос, ксендзы дали ему землю в Болоновке. 
В 1834 году 4 дома, около 40 жителей. Микола Марковский, родом из Оршанского уезда или села Глухи Быховского уезда, был примаком у Стрижевского Тодара. Половиковы якобы приехали как мастера на сукновальне, которая работала при мельнице. Позднее, в 1860-х годах в деревне поселился Прохор Фадеевич Гейстер как примак у одного из Половиковых. В начале 1880-х примаком к Ивану Половикову пришёл житель села Мокрое Гаврила Антонович Фиткевич.
После закрытия Быховского монастыря каноников регулярных в 1842 году принадлежавшие им земли были переданы в казну, жители Болоновки стали казёнными крестьянами.
В 1842 году 4 двора, 37 душ крестьян (19 мужчин и 18 женщин), без учёта шляхты.
Первоначально, Болоновка входила в Лубяницкий униатский (с 1839 года — православный) приход, позднее, после аннулирования указанного прихода в 1870-х годах, — в Збышинский приход. Административно, с 1840-х годах Болоновка относилась к Ямнинскому казённому сельскому обществу, после разделения уездов на волости — к Городецкой (Старобыховской), а позднее — к Чигиринской волости Быховского уезда. Для облегчения решения хозяйственных вопросов, болоновцы выбирали старосту совместно с жителями деревни Короткие Быховского уезда. Старостами в своё время были Марковский Захарья Стахванович (ок. 1855 г. р.), Бажков Сымон Ильич (ок. 1860 г. р.).
В 1867 году в Болоновке было 7 дворов. В 1873 году 20 ревизских душ мужского пола. 
В 1909 году — 12 дворов и 75 жителей. В 1919 году — 20 дворов, 121 житель.
В 1930-х создан колхоз имени Сталина, председатели: Марковский Иван Апанасович, Половиков Хведька Вавилович. От сталинских репрессий пострадали: семья Стрижевского Лявона Адамовича (сосланы в Сибирь в 1929 году, тайно вернулись, позднее Лявон сослан повторно, не вернулся), Стрижевский Сашка Ильич и Марковский Хведька Захарьевич (арестованы в 1938 году по ложному доносу Половикова и Гейстера как польские шпионы (будучи православными), расстреляны без суда и следствия через несколько недель после ареста, родственникам не сообщено, жены продолжали ждать их десятки лет), Половиков Адам Сымонович (арестован после войны по доносу Половикова, вернулся из ссылки в середине 1950-х).
Во время Великой Отечественной войны Болоновка была оккупирована немецкими войсками, которые распустили колхоз и поделили землю по душам. Старостой был назначен Чернявский Гришка Иванович. Деревня была частично сожжена, некоторые мирные жители застрелены карателями. Некоторое время в Болоновке стояла тыловая часть, охранявшая шоссе Могилёв — Бобруйск и мост через реку Болоновка. Для нужд этой части несколько семей были выселены из своих домов. Один из домов немцы использовали как пекарню, вырезав для удобства погрузки хлеба часть стены со стороны улицы. При выселении Микола Гейстер перевёз сарай для сена на северный берег реки Болоновка, где и жила его семья до ухода немецкой части.
На кладбище частично сохранились разбросанные надмогильные жернова начала XIX века, которые ставили на могилы мельников и которые ранее лежали внутри надмогильных теремков, уничтоженных местными вандалами в середине XX века. Также сохранился деревянный крест 1909 года на могиле Марковского Никипора Тодоровича. В деревне — несколько домов начала XX века, уцелевших во время войны.